# Cheirolophus sempervirens
Cheirolophus sempervirens es una especie de planta perennede la familia  de las asteráceas. 

## Descripción
Son matas o subarbustos con indumento pubérulo-escábrido, de pelos pluricelulares. Tiene tallos que alcanzan un tamaño de hasta 60 cm de altura, ramificados en la mitad superior, leñosos en la mitad inferior. Las hojas inferiores lanceoladas, cortamente pecioladas, ovado-elípticas, serradas, agudas, bruscamente contraídas en la base con 2 lóbulos basales estipuliformes; las más superiores generalmente enteras y sin lóbulos basales. Capítulos sentados cuando jóvenes, largamente pedunculados en la fructificación. Involucro de  25 x 25 mm, subgloboso. Brácteas involucrales externas y medias ovado-elípticas, con 3-4 nervios en el dorso, glabras; apéndice con 10-16 setas de 2-4 mm, enrolladas, escábridas. Flores rosadas; las más externas estériles o femeninas; las internas hermafroditas, con tubo de  12 mm y limbo de  12 mm. Aquenios de  6 x 2 mm, subobcónicos, glabros; hilo cárpico subbasal, cóncavo, glabro. Vilano de  3 mm, blanco; el de los aquenios externos prontamente caduco.  Florece en mayo.

## Distribución y hábitat
Se encuentra en la región del Mediterráneo.

## Taxonomía
Cheirolophus sempervirens fue descrita por Auguste Nicolas Pomel y publicado en Nouveaux Matériaux pour la Flore Atlantique  32. 1874.
Citología
Tiene un número de cromosomas de 2n = 30.
Cheirolophus sempervirens fue descrita por (Bertol.) Alfonso Susanna y publicado en Plant Systematics and Evolution 214(1-4): 157. 1999
Etimología
El nombre Cheirolophus significa "cabeza de color rojo", mientras que el epíteto sempervirens significa "siempre vivas", por las hojas que son perennes.
Sinonimia
| - Centaurea angustifolia Mill. - Centaurea carpathica Geners. - Centaurea carpatica Formánek - Centaurea caucasica M.Bieb. ex DC. - Centaurea chlorantha Adams ex Ledeb. - Centaurea grafiana DC. - Centaurea javornikiensis Formánek - Centaurea leucantha - Centaurea lugdunensis Jord. - Centaurea mollis Waldst. & Kit. - Centaurea montana Burm.f. - Centaurea montana subsp. angustifolia (Mill.) P.Fourn. - Centaurea montana subsp. lugdunensis (Jord.) Gugler | - Centaurea montana subsp. mollis (Waldst. & Kit.) Gugler - Centaurea sempervirens L. - Centaurea serrata Kitt. - Centaurea seusana Benth. - Centaurea sordida Salisb. - Centaurea triumfetti subsp. lugdunensis (Jord.) Dostál - Cheirolophus lanceolatus Cass. - Cyanus hastatus Moench - Cyanus lugdunensis (Jord.) Fourr. - Cyanus mollis J.Presl & C.Presl - Cyanus montanus (L.) Hill - Cyanus montanus subsp. mollis (Waldst. & Kit. ex Waldst. & Kit.) Soják |

## Nombres comunes
- Castellano: centaura bastarda, escoba verde.[5]